# Ariane 3
Ariane 3 a fost o rachetă purtătoare proiectată pentru a transporta sateliți pe orbită geostaționară sau orbită terestră joasă.